# ジョージ・アーサー

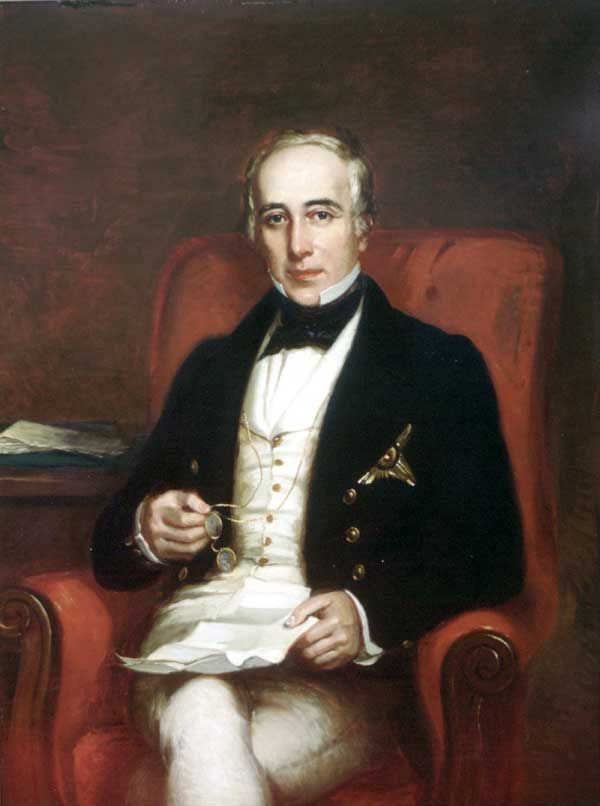
ジョージ・アーサー

初代準男爵、ジョージ・アーサー（Sir George Arthur, 1st Baronet, KCH, PC, 1784年6月21日 プリマス, デヴォン州, イングランド – 1854年9月19日）は、イギリス領ホンジュラス(1814–1822年), ヴァン・ディーメンズ・ランド(現在のタスマニア, オーストラリア連邦、1823–1837年),  アッパー・カナダ (1838–1841年) の副総督。